# Simplex (topologia)

Um 2-simplex.

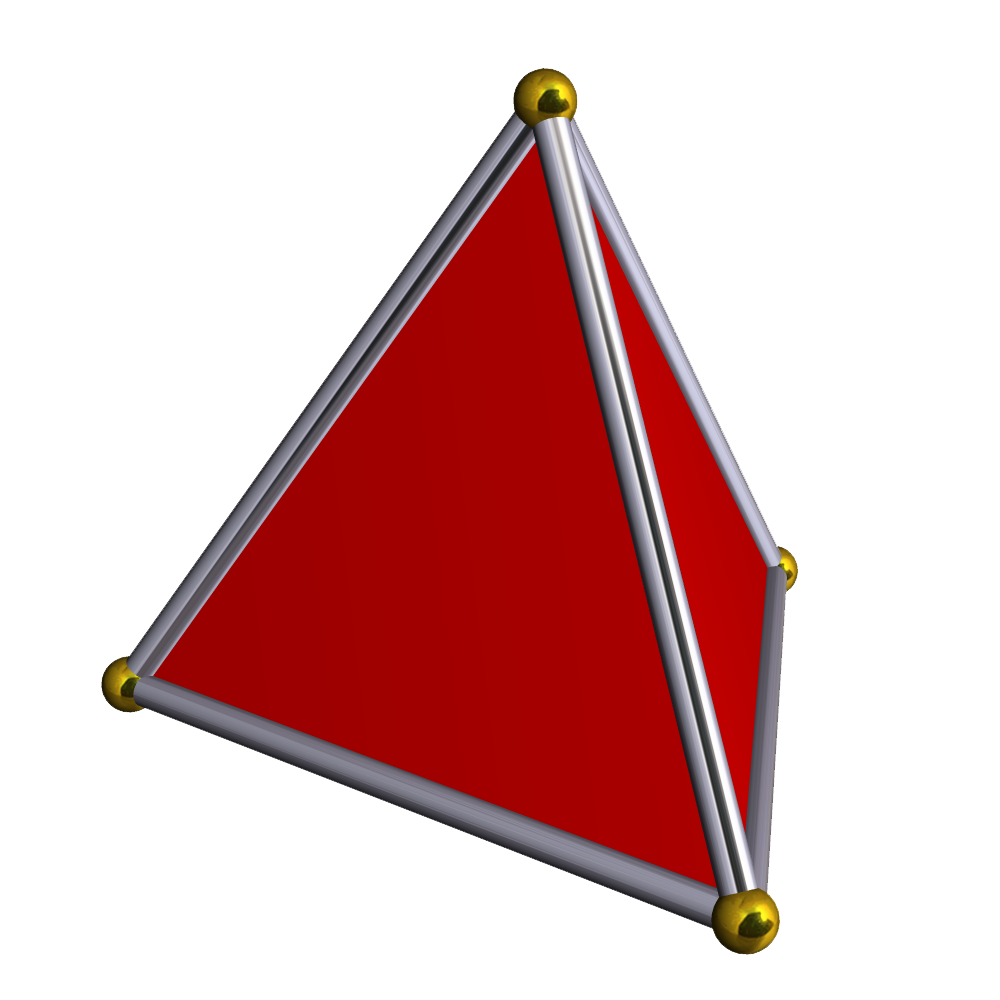
Um tetraedro regular (3-simplex)

Em topologia, um simplex ou simplexo é uma generalização do conceito de triângulo a outras dimensões. É o invólucro convexo de (n+1) pontos independentes em {\displaystyle \mathbb {R} ^{n}}. Ele é chamado assim por ser sempre o polígono mais simples de sua dimensão, isto é, um triângulo (2D) é o poligono que possui menos vértices e arestas, o tetraedro (3D) é o que possui menos vértices e arestas e faces. E assim por diante.

## Elementos
| Δn  | Nome                          | Símbolo Schläfli Coxeter-Dynkin | 0- faces (vértices) | 1- faces (arestas) | 2- faces (faces) | 3- faces (células) | 4- faces | 5- faces | 6- faces | 7- faces | 8- faces | 9- faces | 10- faces | Soma =2n+1-1 |
| --- | ----------------------------- | ------------------------------- | ------------------- | ------------------ | ---------------- | ------------------ | -------- | -------- | -------- | -------- | -------- | -------- | --------- | ------------ |
| Δ0  | 0-simplex (ponto (geometria)) |                                 | 1                   |                    |                  |                    |          |          |          |          |          |          |           | 1            |
| Δ1  | 1-simplex (segmento de reta)  | {} ·                            | 2                   | 1                  |                  |                    |          |          |          |          |          |          |           | 3            |
| Δ2  | 2-simplex (triângulo)         | {3} ·                           | 3                   | 3                  | 1                |                    |          |          |          |          |          |          |           | 7            |
| Δ3  | 3-simplex (tetraedro)         | {3,3} ·                         | 4                   | 6                  | 4                | 1                  |          |          |          |          |          |          |           | 15           |
| Δ4  | 4-simplex (pentácoro)         | {3,3,3} ·                       | 5                   | 10                 | 10               | 5                  | 1        |          |          |          |          |          |           | 31           |
| Δ5  | 5-simplex (hexateron)         | {3,3,3,3} ·                     | 6                   | 15                 | 20               | 15                 | 6        | 1        |          |          |          |          |           | 63           |
| Δ6  | 6-simplex (heptapeton)        | {3,3,3,3,3} ·                   | 7                   | 21                 | 35               | 35                 | 21       | 7        | 1        |          |          |          |           | 127          |
| Δ7  | 7-simplex (octaexon)          | {3,3,3,3,3,3} ·                 | 8                   | 28                 | 56               | 70                 | 56       | 28       | 8        | 1        |          |          |           | 255          |
| Δ8  | 8-simplex (enneazetton)       | {3,3,3,3,3,3,3} ·               | 9                   | 36                 | 84               | 126                | 126      | 84       | 36       | 9        | 1        |          |           | 511          |
| Δ9  | 9-simplex (decayotton)        | {3,3,3,3,3,3,3,3} ·             | 10                  | 45                 | 120              | 210                | 252      | 210      | 120      | 45       | 10       | 1        |           | 1023         |
| Δ10 | 10-simplex (hendecaxennon)    | {3,3,3,3,3,3,3,3,3} ·           | 11                  | 55                 | 165              | 330                | 462      | 462      | 330      | 165      | 55       | 11       | 1         | 2047         |